# Tierra de Ledesma
La Tierra de Ledesma (también conocida como Campo de Ledesma) es una comarca de la provincia de Salamanca, en la comunidad autónoma de Castilla y León, España. Sus límites no se corresponden con una división administrativa, sino con una demarcación histórica y agraria.

## Geografía

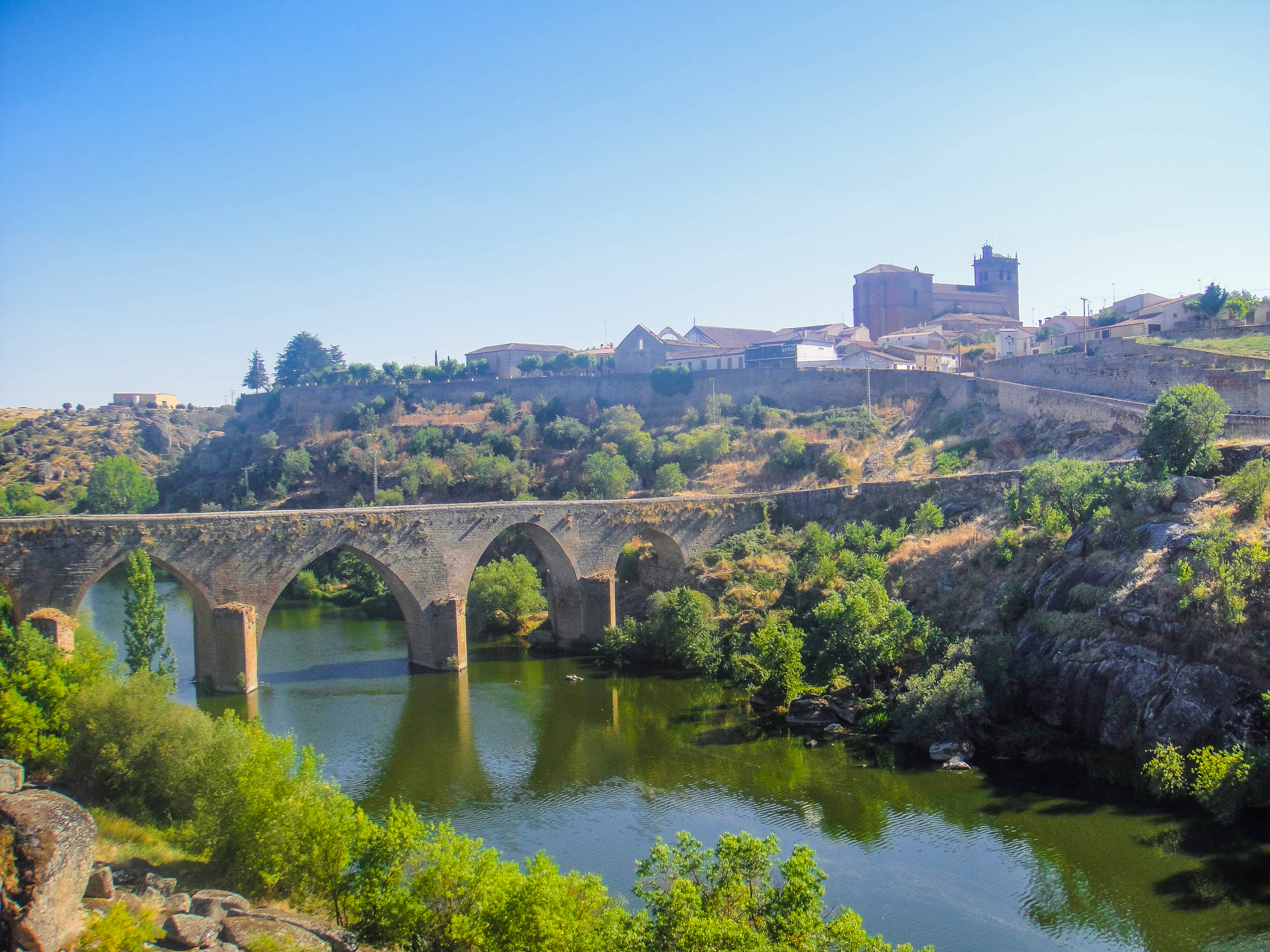
Ledesma, la capital comarcal

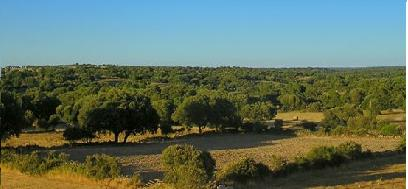
La dehesa es el paisaje característico de la Tierra de Ledesma y el Campo Charro

La Tierra de Ledesma está situada en el norte de la provincia de Salamanca y ocupa una superficie de 1078,86 km².

### Demarcación
Comprende 30 municipios: Aldearrodrigo, Almenara de Tormes, Añover de Tormes, Doñinos de Ledesma, Encina de San Silvestre, El Arco, Gejuelo del Barro, Golpejas, Juzbado, La Mata de Ledesma, Ledesma, Monleras, Palacios del Arzobispo, Rollán, San Pedro del Valle, San Pelayo de Guareña, Sando, Santa María de Sando, Santiz, Sardón de los Frailes, Tabera de Abajo, Tremedal de Tormes, Valdelosa, Vega de Tirados, Villarmayor, Villasdardo, Villaseco de los Gamitos, Villaseco de los Reyes, Zamayón y Zarapicos.
Se considera a Ledesma como el centro neurálgico o capital del territorio.
Limita con Zamora al norte, con La Armuña al este, con el Campo de Salamanca al sur y con La Ramajería y la Tierra de Vitigudino al oeste.
| Noroeste: La Ramajería                     | Norte: Sayago (Zamora)  | Nordeste: Tierra del Vino (Zamora) |
| Oeste: La Ramajería y Tierra de Vitigudino |                         | Este: La Armuña                    |
| Suroeste: Campo de Yeltes                  | Sur: Campo de Salamanca | Sureste: Campo de Salamanca        |

## Demografía
| Gráfica de evolución demográfica de Tierra de Ledesma entre 1900 y 2017                                                                                       |
| |
| Población de derecho (1900-1991) o población residente (2001, 2010) según los censos de población del INE Población según el padrón municipal de 2017 del INE |

La comarca de la Tierra de Ledesma, al igual que la mayoría de las comarcas salmantinas, sufre un gran declive demográfico, aunque en este caso es más acusado que en la mayoría de ellas. En esta comarca hasta los años 50 casi todos sus municipios eran pequeñas localidades que tenían entre 300 y 500 habitantes, además es una comarca con muchas pequeñas aldeas lo que dispersa aún más a la población. Pero desde el éxodo de los años 60 prácticamente todos sus municipios tienen menos de 300 habitantes y además tienen una tendencia negativa.

## Historia

### Prehistoria
Los orígenes poblacionales de la comarca se remontan a la prehistoria, hecho que corrobora la existencia de una serie de piedras talladas encontradas en la llamada Cueva de La Mora de Almenara de Tormes, los restos arqueológicos del Teso Santo de Santiz, o los dólmenes de Almenara, Villarmayor, Zafrón o de la Casa del Moro en la dehesa de Muélledes, en Gejuelo del Barro. Asimismo, hay constancia histórica y documental de que existieron varios castros prerromanos en la comarca, como en Almenara de Tormes o Ledesma.

### Época Romana

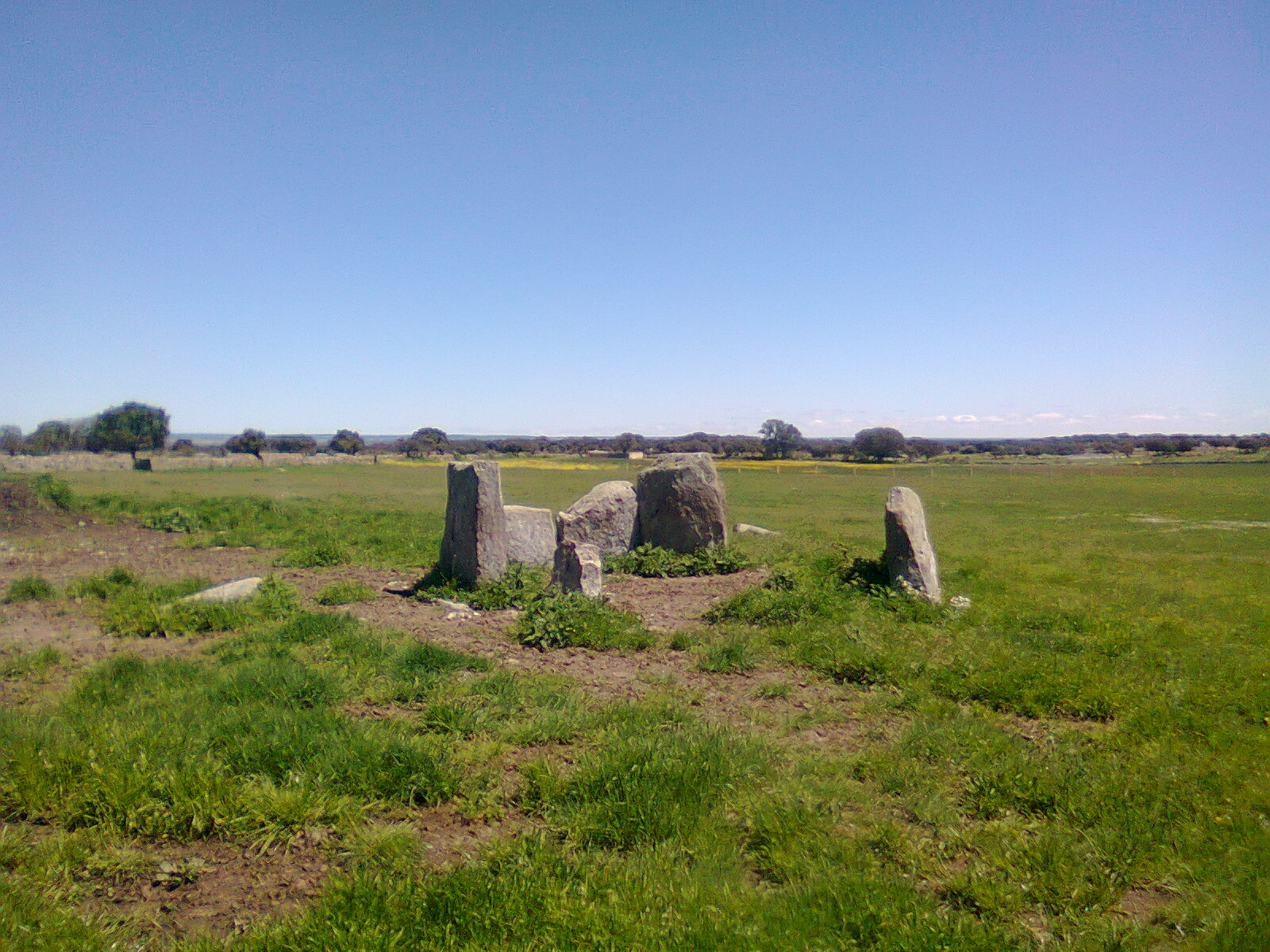
Dolmen de Zafrón

Posteriormente, en época romana, destacó Bletisa (actual Ledesma), que se erigió en la principal población en época romana en el noroeste de la actual provincia de Salamanca. Entonces, Bletisa quedó integrada dentro de la provincia romana de Lusitania, siendo una ciudad de cierta relevancia de la misma, aunque hoy sólo se conservan restos de la muralla, puentes y una lápida incrustada en la pared exterior de la sacristía de Santa María la Mayor con la siguiente inscripción: IMP CAES AVG PONT MAXIM TRIBUNIC POT XXVIII COS XIII PATER PATR TERMINVS AVGVSTAL INTER BLETISAM ET MIROBR ET SALM ('El Emperador César Augusto, XXVIII Pontífice Máximo de la Potestad de los Tribunos, XIII Cónsul, Padre de la Patria. Término Augustal entre Bletisa, Miróbriga y Salmántica').

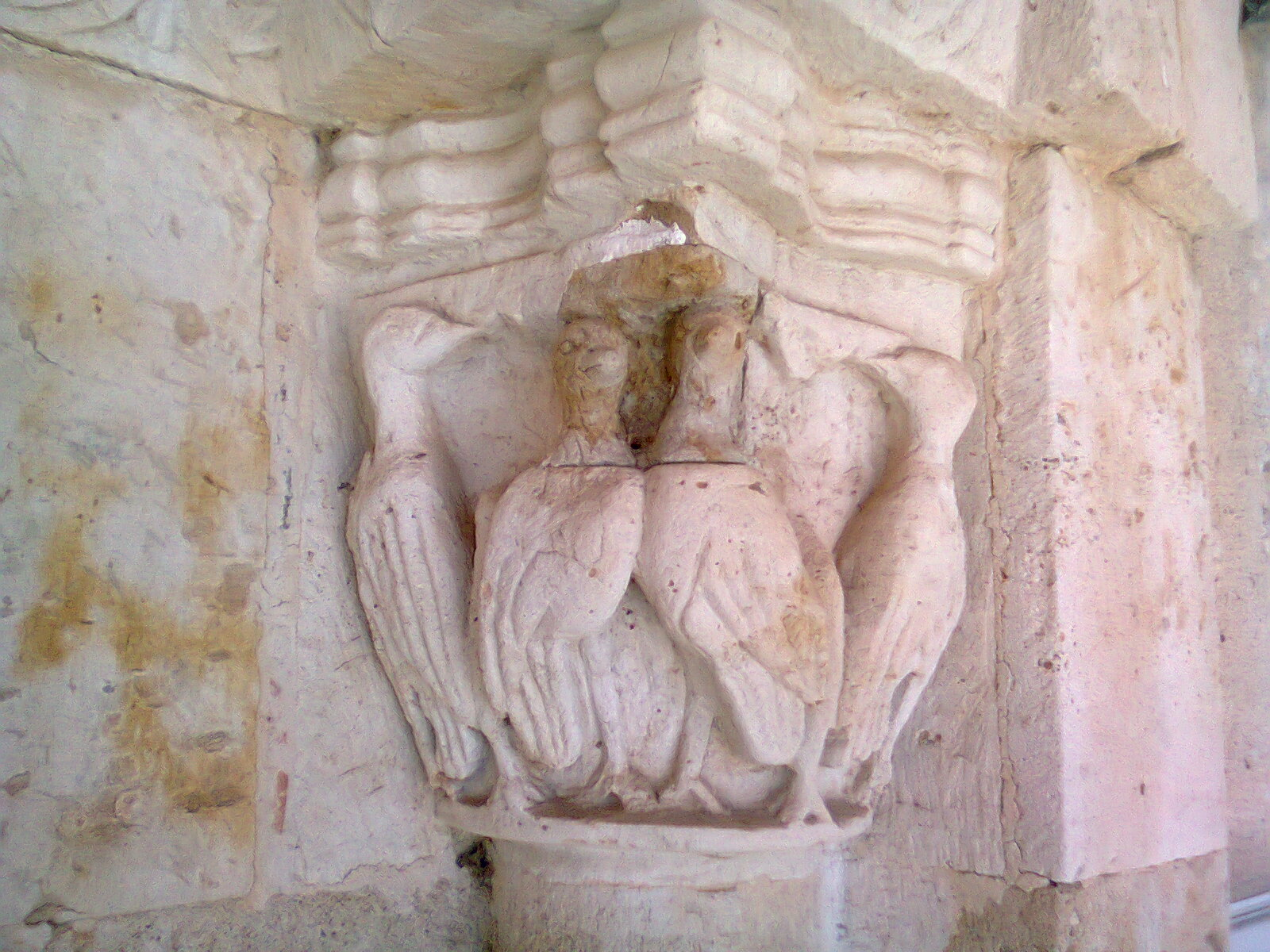
Detalle de un capitel románico en la iglesia de La Mata de Ledesma

### Edad Media
Tras la caída del Imperio Romano, esta zona pasa a estar bajo el poder de los visigodos, cobrando importancia Ledesma nuevamente en el año 939, cuando Ramiro II de León toma la población a los musulmanes y acomete una primera repoblación de la misma (así como de Juzbado y Zafrón), quedando integrada la zona en el Reino de León, siendo posteriormente atacada y saqueada en dos ocasiones por Almanzor y repoblada de nuevo por Alfonso VI de León.
En este sentido, cabe señalar que la fundación de la mayoría de las actuales localidades de la comarca se remonta a la repoblación efectuada por los reyes leoneses en la Edad Media. Estos monarcas erigieron por ejemplo la fortaleza de Almenara, siendo donado dicho pueblo en 1167 por el rey Fernando II de León al obispo de Salamanca como señorío particular, a quien también donó en 1173 Juzbado, habiendo donado previamente a dicho obispado Aldearrodrigo, El Arco, Zamayón y San Pelayo de Guareña en el año 1136 Alfonso VI de León. Asimismo, también fueron donadas Palacios del Arzobispo en 1140 al Arzobispado de Santiago (por Alfonso VII de León), Valdelosa, Zamayón o Santiz a la Orden de San Juan a inicios del siglo XIII, Monleras al Obispado de Zamora en 1167 por Fernando II de León, o Sardón de los Frailes a la Orden de los Dominicos en el siglo XIV.

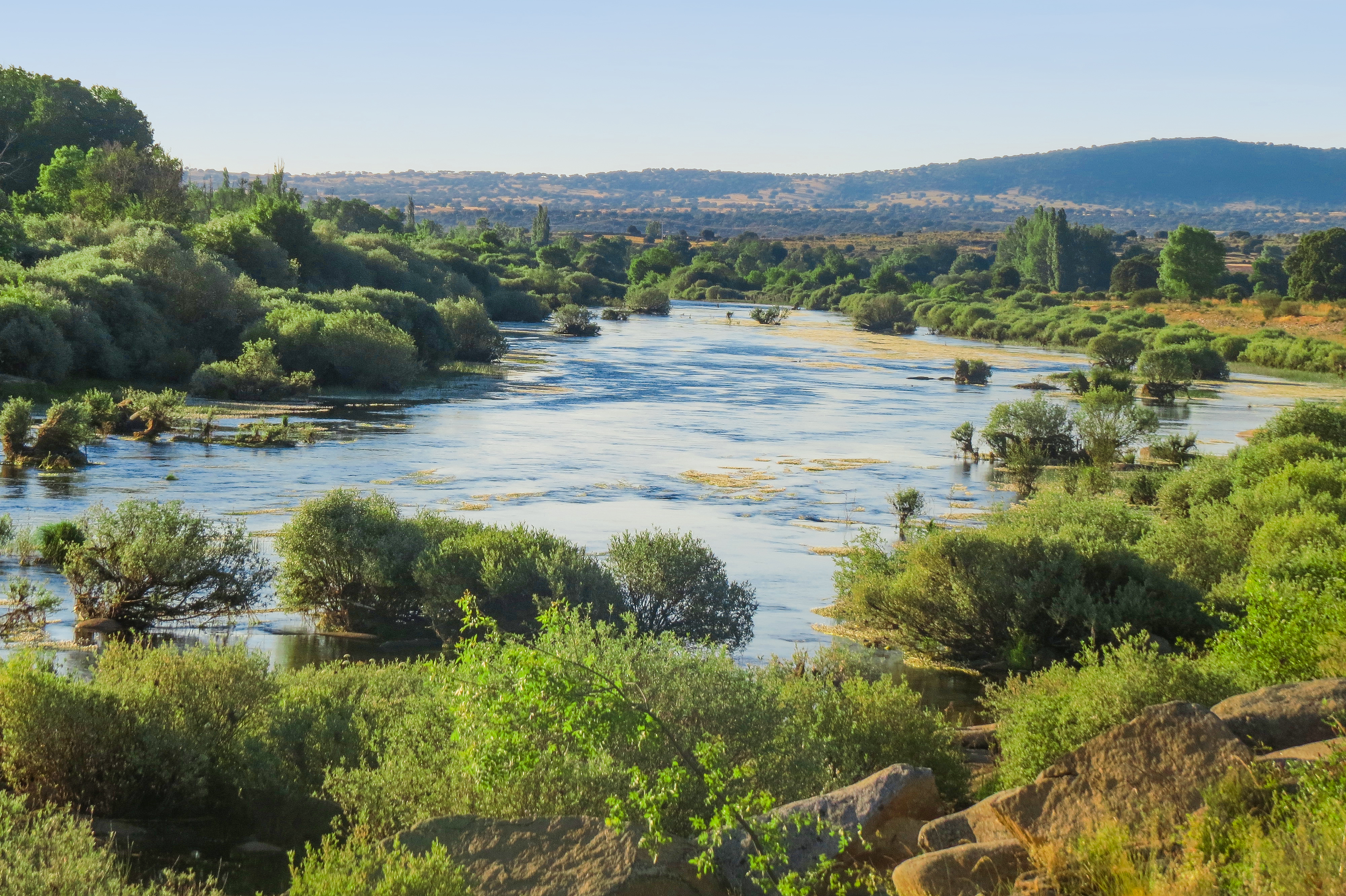
El Tormes pasa por la comarca

En todo caso, la comarca en sí tuvo carta de naturaleza tras la creación del concejo de Ledesma por parte del rey Fernando II de León en el año 1161, dotando a la capital comarcal de fuero propio, y convirtiéndola en un señorío real de Villa y Tierra del que dependían 161 lugares, pueblos y aldeas, configurando un alfoz comprendido entre los de Salamanca por el este, Zamora por el Norte, Ciudad Rodrigo por el Sur y el incipiente reino de Portugal por el Oeste.
Para establecer este señorío, este rey leonés dotó a Ledesma de un conjunto de estructuras feudales que sirvieron de base al actual casco histórico: se le concedió una garantía jurídica con el fuero y se acometió una nueva repoblación de la zona, amurallando perfectamente la villa de Ledesma y construyéndose en su parte más vulnerable y mirando hacia el reino de Portugal una fortaleza.

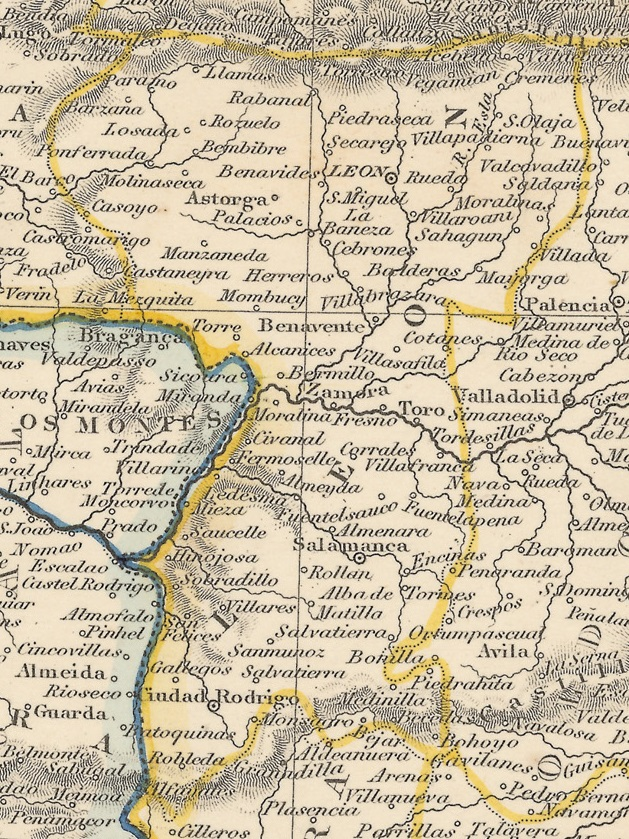
Detalle del mapa Spain and Portugal, realizado en 1850 por J. Dower, en el que se puede apreciar Almenara, Ledesma y Rollán

Posteriormente, en el año 1462, cabe señalar como un hecho importante para la comarca la cesión del señorío de realengo de Ledesma a Beltrán de la Cueva, válido de Enrique IV, naciendo así el Condado de Ledesma y concediéndose a esta villa el privilegio del mercado semanal de los jueves, y el del mercado del Jueves de la Ascensión.

### Edad Moderna
El 18 de noviembre de 1609 el rey Felipe III de España creó el Condado de Añover de Tormes, siendo su primer titular Juan Niño y Guevara, Comendador de Mohernando de la Orden de Calatrava y hermano del Inquisidor General de España y Arzobispo de Sevilla Fernando Niño.

### Edad Contemporánea
En el contexto de la Guerra de Independencia, desde 1808 pese a cierta resistencia popular, la Villa de Ledesma estuvo dominada por los franceses, después de un escaso enfrentamiento que se saldó con varios edificios derruidos. Sin embargo, en 1812, en su retirada los franceses huyeron de Ledesma dinamitando el segundo arco del puente antiguo de la villa para cubrir su salida. Asimismo, durante este conflicto bélico la iglesia parroquial de Almenara fue saqueada por las tropas napoleónicas.
Finalmente, con la creación de las actuales provincias en 1833, la comarca quedó integrada en la provincia de Salamanca, dentro de la Región Leonesa.